# SEAT 20V20
SEAT 20v20 — концептуальный автомобиль, представленный испанским автопроизводителем SEAT на Женевском автосалоне в марте 2015 года. 20v20 является предвестником будущего дизайна и технологий марки SEAT, демонстрируя направление, в котором компания планирует двигаться в ближайшие годы.

## Дизайн и внешний вид
SEAT 20v20 — это кроссовер купе, который сочетает в себе элементы SUV с динамичным спортивным дизайном. Автомобиль отличается агрессивным внешним видом, который подчеркивается острыми линиями, массивной решеткой радиатора и светодиодной оптикой. Концепт-кар имеет длину около 4,66 метра и клиренс 228 мм, что делает его универсальным для различных типов дорог. Стиль купе проявляется в наклонной линии крыши и спортивных пропорциях.
Значительная часть элементов внешнего дизайна SEAT 20v20 позднее перекочевала в серийные автомобили марки, включая кроссоверы Ateca и Tarraco.

## Интерьер и технологии
Внутреннее пространство SEAT 20v20 выполнено с акцентом на высокие технологии и эргономику. Концепт-кар предлагает инновационные решения, такие как виртуальная приборная панель, проекционный дисплей и информационно-развлекательная система с большим сенсорным экраном. Все элементы управления сосредоточены на водителе, что подчеркивает спортивный характер автомобиля.
Автомобиль также демонстрировал новые уровни взаимодействия автомобиля и водителя, в том числе интеграцию смартфонов и других устройств. Интерьер был создан с использованием высококачественных материалов, таких как кожа и алюминий, что подчеркивало премиальный характер концепта.

## Двигатель и производительность
Технические характеристики SEAT 20v20 не были детализированы на момент его презентации, однако SEAT заявил, что концепт-кар способен использовать как бензиновые, так и дизельные двигатели, а также гибридные силовые установки. Предполагалось, что автомобиль будет оснащен полным приводом и продвинутыми системами безопасности, такими как система помощи при вождении и адаптивный круиз-контроль.

## Влияние на будущее марки SEAT
SEAT 20v20 сыграл важную роль в разработке серийных моделей марки. В частности, его дизайн и технологические решения нашли воплощение в моделях SEAT Ateca, который стал первым кроссовером марки, а также в SEAT Tarraco. Концепт продемонстрировал стремление SEAT выйти на рынок SUV и занять прочные позиции в сегменте компактных и среднеразмерных кроссоверов.
SEAT 20v20 также показал, что компания активно работает над развитием технологий автономного вождения и гибридных силовых установок.